# IC 2419
IC 2419 је двојна звијезда у сазвјежђу Рак која се налази на листи објеката дубоког неба у Индекс каталогу.
Деклинација објекта је + 18° 6' 5" а ректасцензија 8h 52m 9,5s.